# Уральский научный центр
Ура́льский нау́чный центр Акаде́мии нау́к СССР (УНЦ АН СССР, 1971–1987 гг.) – один из важнейших научных и образовательных центров Советского Союза.

## История
Создан 1 марта 1971 года на базе Уральского филиала АН СССР, в соответствии с Постановлением ЦК КПСС и Совета Министров СССР от 28 августа 1969 года «О развитии научных учреждений в отдельных экономических районах РСФСР». Председателем президиума Уральского научного центра АН СССР стал академик Сергей Васильевич Вонсовский.
В июле 1971 года силами студенческих строительных отрядов Свердловского медицинского института и Пермского механического техникума на юго-западе Свердловска начиналось возведение самых первых зданий Академгородка УНЦ АН СССР. Это строительство ЦК ВЛКСМ объявил Всесоюзной ударной стройкой.
К концу 1970-х годов в состав УНЦ АН СССР входили институты математики и механики, химии, электрохимии, металлургии, экологии растений и животных, геологии и геохимии, геофизики, экономики, а также отделы физико-технических проблем энергетики и физики полимеров, Ильменский заповедник.
УНЦ координировал научную работу 41 вуза и 168 отраслевых научно-исследовательских и проектных институтов, конструкторских бюро, лабораторий и опытных станций, находящихся в ведении 40 министерств и ведомств.
Уральский научный центр АН СССР стал точкой роста для многих учёных с мировым именем. В его честь назван один из микрорайонов юго-запада Екатеринбурга – УНЦ.
В 1982 году за успехи в проведении научных исследований и подготовке научных кадров, большой вклад в освоение природных ресурсов и развитие производительных сил региона Уральский научный центр награждён орденом Октябрьской Революции.
В 1987 году для консолидации академической науки региона было принято решение о реорганизации Уральского научного центра и создании на его базе Уральского отделения АН СССР, председателем УрО АН СССР стал академик Геннадий Андреевич Месяц. В 1991 году Уральское отделение АН СССР преобразовано в Уральское отделение Российской академии наук.